# Jussi Niinistö
Jussi Lauri Juhani Niinistö (født 27. oktober 1970 i Helsinki) er en finsk historiker og politiker fra de De Sande Finner.
Han har været Finlands forsvarsminister siden 2015, 1. næstformand i De Sande Finner siden 2013 og valgt til Rigsdagen siden 2011. Niinistö var formand for De Sande Finners rigsdagssekretariat 2005–2011 og Rigsdagens forsvarskomite 2011–2015. Niinistö har været medlem af kommunefullmektigen i Nurmijärvi siden 2009.
Niinistö tog kandidatgrad i filosofi ved Helsinki Universitet i 1994 og doktorgrad i 1998. Siden 2004 har han været docent i finsk historie ved Helsinki universitet og docent i militærhistorie ved Forsvarshøjskolen.